# Mercado central de Adelaida
El Mercado central de Adelaida (en inglés: Adelaide Central Market) es una atracción turística popular y gran mercado multicultural en el centro del distrito de negocios central de Adelaida, Australia, que es conocido a menudo como el Mercado Central. El mercado central vende una amplia variedad de productos, incluyendo alimentos, juguetes, joyas, alfombras, mariscos, gourmet, productos orgánicos, y mucho más. Cuenta con un ambiente vibrante y es uno de los monumentos más conocidos de Adelaida. El mercado comenzó en la Calle Grote en 1869 y fue conocido como el Mercado de la ciudad, con su inauguración oficial el 22 de enero de 1870. En 1869, la tierra fue comprada en la ubicación actual de los mercados a £ 2,600 por tres acres de la ciudad.